# Igreja de San Esteban de Cuéllar

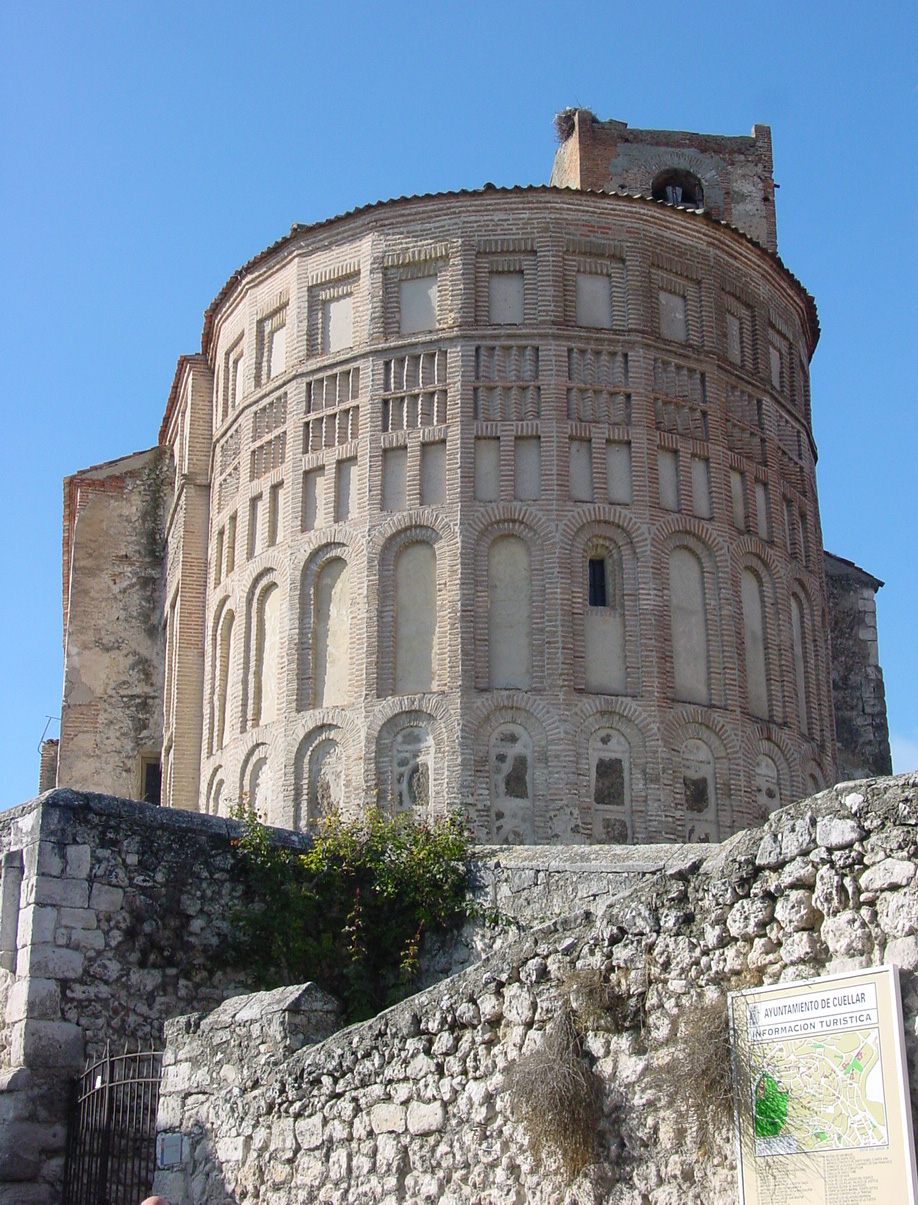
Igreja mudéjar de Santo Estêvão de Cuéllar.

A Igreja de Santo Estêvão é uma igreja católica espanhola localizada na cidade de Cuéllar, na província de Segóvia.

## História
Foi provavelmente construída no século XII e documentada no ano de 1247. Está situada em um terraço do muro que rodeava a cidadela. É talvez a igreja mais interessante da arquitetura românica mudéjar de tijolos da vila de Cuéllar, cuja construção está relacionada com as igrejas de Arévalo (província de Ávila) e Sahagún (província de Leão).

## Características
Apresenta três naves e cinco seções. A nave central é muito ampla, embora as naves laterais sejam muito menores. Destaca-se a capela-mor, com um ábside semicircular para o interior e poligonal para o exterior, adornada com duas arcadas cegas duplas de meio ponto. A torre, em alvenaria, é quadrada e está localizada ao norte da igreja e apresenta janelas de tijolos em arco de volta perfeita.